# 高兴镇 (兴国县)
高兴镇，是中华人民共和国江西省赣州市兴国县下辖的一个乡镇级行政单位。

## 行政区划
高兴镇下辖以下地区：
高兴村、老营盘村、上密村、敦丘村、长迳村、高湖村、高多村、黄群村、水口村、樟坑村、启光村、新圩村、小春村、华坑村、山塘村、文溪村、合兴村、蒙山村、老圩村和龙山村。

## 交通
- 京九铁路：高兴镇站